# Lijst van voetbalinterlands Brunei - Japan
Deze lijst van voetbalinterlands is een overzicht van alle officiële voetbalinterlands tussen de nationale teams van Brunei en Japan. De landen hebben tot nu toe een keer tegen elkaar gespeeld. Dat was een kwalificatiewedstrijd voor de Azië Cup 2000 op 16 februari 2000 in Macau.

## Wedstrijden
| № | Plaats | Datum            | Competitie                 | Wedstrijd      | Uitslag |
| - | ------ | ---------------- | -------------------------- | -------------- | ------- |
| 1 | Macau  | 16 februari 2000 | Azië Cup 2000 kwalificatie | Japan − Brunei | 9 − 0   |

## Samenvatting
| Competitie            | Totaal gespeeld | Winst Brunei | Gelijk | Winst Japan | Doelsaldo Brunei – Japan |
| --------------------- | --------------- | ------------ | ------ | ----------- | ------------------------ |
| Azië Cup-kwalificatie | 1               | 0            | 0      | 1           | 0 − 9                    |
| Totaal                | 1               | 0            | 0      | 1           | 0 − 9                    |

Wedstrijden bepaald door strafschoppen worden, in lijn met de FIFA, als een gelijkspel gerekend.

## Details

### Eerste ontmoeting
| Azië Cup 2000 kwalificatie (Macau, 16 februari 2000): |              | |
| Japan | 9 – 0        | Brunei |
| Masashi Nakayama 1' Masashi Nakayama 2' Masashi Nakayama 4' Kazuyoshi Miura 36' Shunsuke Nakamura 45' Takashi Hirano 66' Naohiro Takahara 75' Naoyasu Sawanobori 85' Naohiro Takahara 88' | goals        | |
| Philippe Troussier | bondscoach   | Mick Jones |
| Yoshikatsu Kawaguchi Naoki Matsuda 46' Toshihiro Hattori Yuji Nakazawa Shinji Ono Takashi Hirano Daisuke Oku 46' Shunsuke Nakamura Junichi Inamoto Masashi Nakayama Kazuyoshi Miura 60'   | opstellingen | Jefry Mohammad Martilu Haji Mohammed Rosli Haji Liman Abang Norsillmy Abang Haji Taha Awangku Sallehuddin Damit Sharimin Sharbini 70' Suni Mat Jerah Fadlin Galawat 64' Azamnuddin Haji Gillen Irwan Mohammad 64' Saifful Rizal Awang |
| Naoyasu Sawanobori 46' Atsushi Yoneyama 46' Naohiro Takahara 60' | wissels      | 64' Mohammad Haji Momin 64' Shahrul Rizal Haji Abd Rahman 70' Riwandi Bin-Wahit |
| Shinji Ono 29' Atsushi Yoneyama 61' | gele kaarten | 11' Martilu Haji Mohammed 23' Fadlin Galawat |
| | rode kaarten | 90' Sharimin Sharbini |

NFABD
Bermuda ·
Bhutan ·
Cambodja ·
China ·
Filipijnen ·
Hongkong ·
India ·
Indonesië ·
Japan ·
Jemen ·
Laos ·
Macau ·
Malediven ·
Maleisië ·
Mongolië ·
Myanmar ·
Nepal ·
Oost-Timor ·
Pakistan ·
Rusland ·
Singapore ·
Sri Lanka ·
Tadzjikistan ·
Taiwan ·
Thailand ·
Vanuatu ·
Verenigde Arabische Emiraten ·
Zuid-Korea
JFA · A-Internationals · Selecties · Bondscoaches · Statistieken · Olympisch elftal · Japans vrouwenelftal · Japan U21 · Japan U20 · Japan U19 · Japan U18 · Japan U17
1910 – 1949 · 
1950 – 1959 · 
1960 – 1969 · 
1970 – 1979 · 
1980 – 1989 · 
1990 – 1999 · 
2000 – 2009 · 
2010 – 2019 · 
2020 – 2029
CC 1995 · 
CC 2001 · 
CC 2003 · 
CC 2005
WK 1998 · 
WK 2002 · 
WK 2006 · 
WK 2010 · 
WK 2014 · 
WK 2018
OS 1936 · 
OS 1956 ·
OS 1964 · 
OS 1968 · 
OS 1996 ·
OS 2000 ·
OS 2004 ·
OS 2008 ·
OS 2012 ·
OS 2016 ·
OS 2020
1917 · 
1918 · 1919 · 
1921 · 
1922 · 
1923 · 
1924 · 
1925 · 
1926 · 
1927 · 
1928 · 1929 · 
1930 · 
1931 · 1932 · 1933 · 
1934 · 
1935 · 
1936 · 
1937 · 1938 · 
1939 · 
1940 · 
1941 · 
1942 · 
1943 – 1950 · 
1951 · 
1952 · 1953 · 
1954 · 
1955 · 
1956 · 
1957 · 
1958 · 
1959 · 
1960 · 
1961 · 
1962 · 
1963 · 
1964 · 
1965 · 
1966 · 
1967 · 
1968 · 
1969 · 
1970 · 
1971 · 
1972 · 
1973 · 
1974 · 
1975 · 
1976 · 
1977 · 
1978 · 
1979 · 
1980 · 
1981 · 
1982 · 
1983 · 
1984 · 
1985 · 
1986 · 
1987 · 
1988 · 
1989 · 
1990 · 
1991 · 
1992 · 
1993 · 
1994 · 
1995 · 
1996 · 
1997 · 
1998 · 
1999 · 
2000 · 
2001 · 
2002 · 
2003 · 
2004 · 
2005 · 
2006 · 
2007 · 
2008 · 
2009 · 
2010 · 
2011 · 
2012 · 
2013 · 
2014 · 
2015 ·
2016 ·
2017 ·
2018 ·
2019 ·
2020 ·
2021 ·
2022
Afghanistan ·
Angola ·
Argentinië ·
Australië ·
Azerbeidzjan · 
Bahrein ·
Bangladesh ·
België ·
Bolivia ·
Bosnië en Herzegovina ·
Brazilië ·
Brunei ·
Bulgarije ·
Cambodja ·
Canada ·
Chili ·
China ·
Colombia ·
Costa Rica ·
Cyprus ·
Denemarken ·
Duitsland ·
Ecuador ·
Egypte ·
El Salvador ·
Engeland ·
Filipijnen ·
Finland ·
Frankrijk ·
Ghana ·
Griekenland ·
Guatemala ·
Haïti ·
Honduras ·
Hongarije ·
Hongkong ·
IJsland ·
India ·
Indonesië ·
Irak ·
Iran ·
Israël ·
Italië ·
Ivoorkust ·
Jamaica ·
Jemen ·
Joegoslavië ·
Jordanië ·
Kameroen ·
Kazachstan ·
Kirgizië ·
Koeweit ·
Kroatië ·
Letland ·
Luxemburg ·
Macau ·
Maleisië ·
Mali ·
Malta ·
Mexico ·
Mongolië ·
Montenegro ·
Myanmar ·
Nederland ·
Nepal ·
Nieuw-Zeeland ·
Nigeria ·
Noord-Korea ·
Noorwegen ·
Oekraïne ·
Oezbekistan ·
Oman ·
Oostenrijk ·
Pakistan ·
Palestina ·
Panama ·
Paraguay ·
Peru ·
Polen ·
Qatar ·
Roemenië ·
Rusland ·
Saoedi-Arabië ·
Schotland ·
Senegal ·
Servië ·
Servië en Montenegro ·
Singapore ·
Slowakije ·
Sovjet-Unie ·
Spanje ·
Sri Lanka ·
Syrië ·
Tadzjikistan ·
Taiwan ·
Thailand ·
Togo ·
Trinidad en Tobago ·
Tsjechië ·
Tunesië ·
Turkije ·
Turkmenistan ·
Uruguay ·
Venezuela ·
Verenigde Arabische Emiraten ·
Verenigde Staten ·
Vietnam ·
Wales ·
Wit-Rusland ·
Zambia ·
Zuid-Afrika ·
Zuid-Jemen ·
Zuid-Korea ·
Zuid-Vietnam ·
Zweden ·
Zwitserland
Australië (2006) · 
Brazilië (2006) · 
België (2018) · 
Colombia (2014) · 
Colombia (2018) ·
Denemarken (2010) ·
Duitsland (2022) · 
Frankrijk (2001) · 
Griekenland (2014) · 
Ivoorkust (2014) · 
Kameroen (2010) · 
Kroatië (2006) · 
Nederland (2010) ·
Polen (2018) ·
Senegal (2018) ·
Spanje (2022)